# Radohoszcz
Radohoszcz (biał. Рагадашч, Rahadoszcz; ros. Рагодощь, Ragodoszcz) – wieś na Białorusi, w obwodzie brzeskim, w rejonie janowskim, w sielsowiecie Rudzk.

## Nazwa
Wieś pierwotnie nazywała się Radohoszcz. Carski urzędnik tworzący spis urzędowy popełnił literówkę i błędnie zapisał nazwę miejscowości jako Ragodoszcz. W II Rzeczypospolitej obowiązywała nazwa Radohoszcz. Współcześnie w językach białoruskim i rosyjskim obowiązuje nazwa oparta na mylnym zapisie z carskiego spisu.

## Historia
W XIX i w początkach XX w. położony był w Rosji, w guberni grodzieńskiej, w powiecie kobryńskim, w gminie Odryżyn. W pobliżu wsi znajdowało się także uroczysko o tej samej nazwie, położone już w guberni mińskiej, w powiecie pińskim.
W dwudziestoleciu międzywojennym leżał w Polsce, w województwie poleskim, w powiecie drohickim, w gminie Odryżyn. W 1921 wieś liczyła 329 mieszkańców, zamieszkałych w 101 budynkach. Wszyscy oni byli Polakami. 314 mieszkańców było wyznania prawosławnego i 15 rzymskokatolickiego.
Po II wojnie światowej w granicach Związku Sowieckiego. Od 1991 w niepodległej Białorusi.